# تمييز الخصائص الأولية/الثانوية
تمييز الخصائص الأولية/الثانوية هو تمييز مفاهيمي في نظرية المعرفة وما وراء الطبيعة يختص بدراسة طبيعة الواقع. وقد تمت صياغته بوضوح على يد جون لوك في مقاله مقال حول الفهم البشري (Essay concerning Human Understanding)، إلا أن المفكرين الأوائل مثل جاليليو جاليلي ورينيه ديكارت قد قدما مثل هذه النظريات المتعلقة بالتمييز من قبل.
الخصائص الأولية يقصد بها خصائص الأشياء بعيدًا عن إدارك الملاحظ، مثل الحالة الصلبة للمادة، وامتداد حيزها وحركتها وعددها وشكلها. وهذه هي الخصائص التي تعكس الحقائق؛ حيث توجد في الشيء نفسه، ويمكن تحديدها بمنتهى اليقين ولا تعتمد على الآراء الشخصية. فإذا كانت الكرة مستديرة، مثلاً، فلا يمكن لأحد أن يجادل قائلاً إنها مثلثة الشكل.
الخصائص الثانوية يقصد بها الخصائص التي تثير الحواس لدى الناظر مثل اللون والتذوق، والشم والصوت. ومن الممكن وصف هذه الخصائص بأنها التأثير الذي تتركه بعض الأشياء على أشخاص بعينهم. ولا تقدم المعرفة المكتسبة عن طريق الخصائص الثانوية حقائق موضوعية عن الأشياء.
فالخصائص الأولية جوانب قابلة للقياس للواقع المادي، بينما الخصائص الثانوية خصائص ذاتية.

## معلومات تاريخية

يحلل المنشور الضوء الأبيض إلى الألوان المكونة له.

- «صحيح أن هناك الحلو والمر، الساخن والبارد، وصحيح أيضًا وجود الألوان؛ ولكن الحقيقة أنه لا وجود سوى للذرات والفراغ»

—ديموقريطوس، مقطع 9.
- «أعتقد أن الأذواق، والروائح، والألوان، وما شابهها ليست أكثر من مجرد صفات نلحقها نحن بالشيء، وأنها في الأصل ليس لها وجود سوى في وعينا. ومن ثم، إذا قمنا بإزالة الكائن الحي، ستختفي هذه الخصائص جميعها وتُمحى من الوجود»

—جاليليو جاليلي، المختبر (The Assayer) (نُشر عام 1623).
- «بالنسبة للأشعة، حتى يكون الكلام صحيحًا، فإنها غير ملونة. فلا يوجد فيها سوى قوة وتوزيع معين لإثارة الإحساس بهذا اللون أو ذاك.»

—إسحاق نيوتن، البصريات (Optics) (الطبعة الثالثة 1721، نشرت النسخة الأصلية عام 1704).

## نقد بيركلي
جورج بيركلي وهو أحد أشهر نقاد فكرة التمييز. يؤكد بيركلي على أن الأفكار التي يعود منشؤها إلى الحواس يمكن أن يعرفها الناس جميعًا على وجه اليقين. وبالتالي فإن ما يمكن إدراكه بوصفه حقيقيًا ليس سوى أفكار تستقر في الذهن. ويعتمد جوهر حجته على المبدأ الذي يقول إنه بمجرد تجريد الشيء من جميع خصائصه الثانوية، يصبح من الصعوبة بمكان تحديد أي معنى مقبول لفكرة «وجود» شيء ما. ولا يرجع ذلك إلى أننا لا نستطيع أن نقنع أنفسنا (في أذهاننا) بوجود غرض ما بعيد عن أي إدراك- نحن نعتقد بوضوح أننا يمكننا ذلك- ولكن بالأحرى، لأنه هل يمكننا أن نقدم أي «محتوى» لهذه الفكرة في أي حالة معينة؟ افترض—وهذه هي الحالة النموذجية—أن شخص ما يقول إن شيئًا معينًا مستقلاً عن العقل (بمعنى أن هذا الشيء لا يتضمن أي خصائص ثانوية) موجود في موقع فضائي زمني (من منظور نيوتن، في مكان محدد ووقت محدد). هل هذا يعني أي شيء إذا لم تستطع تحديد المكان والوقت؟ لا، وفي هذه الحالة فإن كل شيء ما يزال محض تخيل، وفكرة جوفاء. وعمومًا، لا يمثل هذا أي مشكلة لأن أصحاب مذهب الواقعية يتخيلون أن بإمكانهم، في الواقع، تحديد مكان وزمان للشيء «المستقل عن العقل.» وما يتم تجاهله هو أنه لا يمكن تحديد الزمان والمكان في زمان ومكان إلا «بتجربتهم». ولا يساور بيركلي أي شك بخصوص إمكانية قيام الناس بذلك، ولكن هذا ليس موضوعيًا، لأن الناس تربط أفكارها ببساطة إلى تجاربها (فكرة ربط وجود «الغرض» «بتجربتنا للمكان والزمان»). إذن، أين يقع المكان والزمان الحقيقي، ومن ثم أين تقع الموضوعية؟ عادة ما يكون الزمان والمكان الذي نمر بتجربته جزئيًا (حتى إذا كان هذا الجزء ضخمًا، كما يبدو الأمر في الصور الفلكية)، ولا يكون كليًا وشاملاً سوى في مخيلتنا، وهذه على وجه التحديد هي الطريقة التي نتخيل بها (!) وجود المكان والزمان «الحقيقي». وهذا هو السبب الذي يدفع بيركلي إلى القول مرارًا وتكرارًا أن الماديين ليس لديهم سوى «فكرة» عن الشيء غير المدرك: نظرًا لأننا عادة ما نأخذ تخيلنا أو تصورنا، وكأنه يضمن حقيقة موضوعية «لوجود» «شيء ما»، فليس لدينا بأي حال من الأحوال معنى مقبول محدد أو وارد، كما لو كان لدينا صورة ذهنية مقنعة، وهو معنى لا يمكنه الارتباط بشيء معين خارجي عنا، ويضمن الوجود الموضوعي.